# Брестская Библия

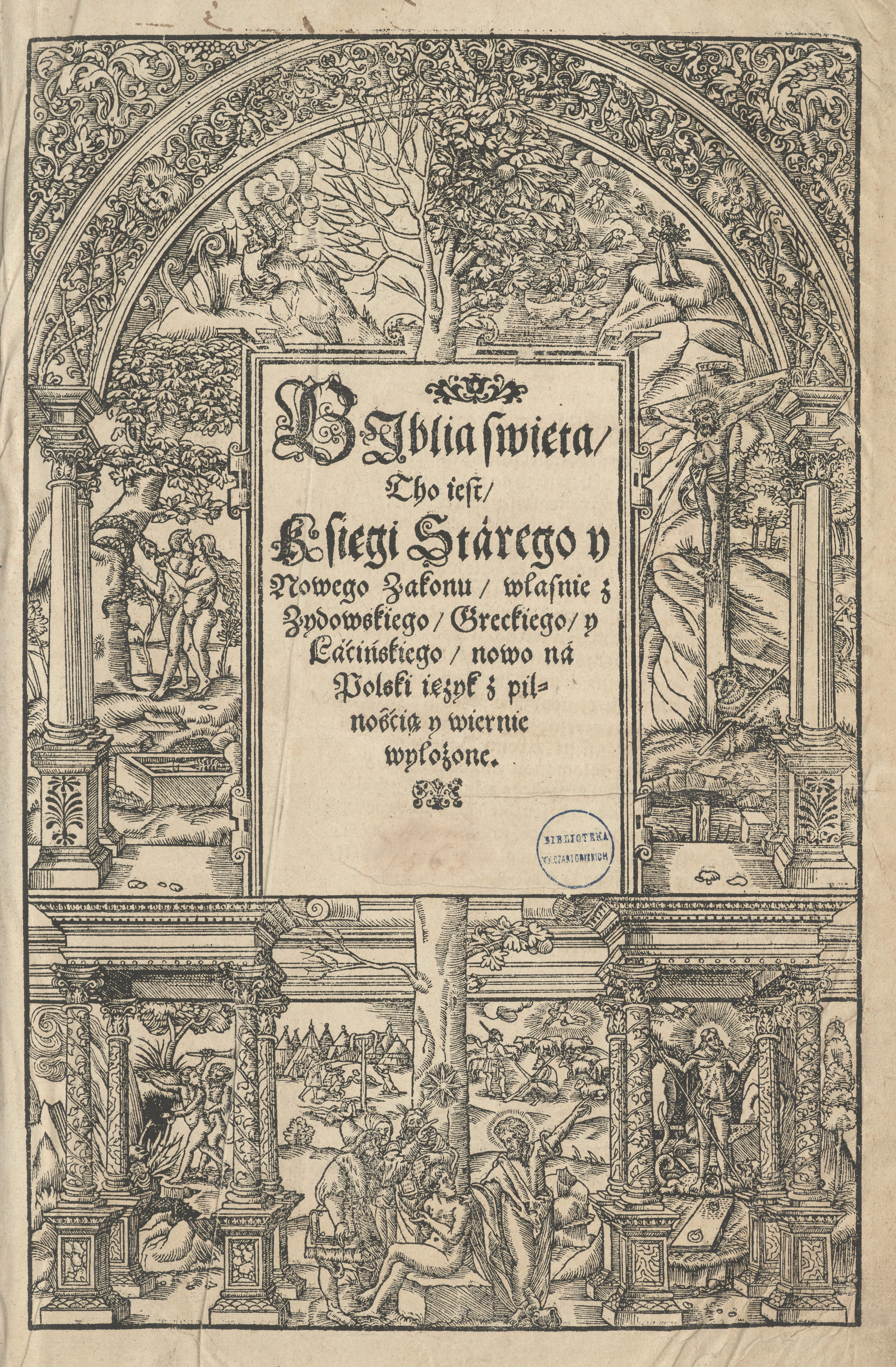
Титульная страница Брестской Библии 1563 г.

Брестская Библия (пол. Biblia Brzeska) или Радзивилловская Библия или Пиньчувская Библия — второй (после католической Библии Леополиты) полный перевод Священного Писания на польском языке, изданная 4 сентября 1563 года в Брестской типографии по приказу и на деньги берестейского старосты, канцлера Великого Княжества Литовского князя Николая «Чёрного» Радзивилла.
Полное оригинальное название: Biblia święta, to est, Księgi Starego y Nowego Zakonu, właśnie z Żydowskiego, Greckiego, y Łacińskiego, nowo na Polski ięzyk, z pilnością y wiernie wyłożone.
Князь Радзивилл считал Библию высшим авторитетом и источником истины, в соответствии с которой должно жить общество. При нём Берестье (Брест) стало настоящим реформационным центром.
Это издание было одним из первых полных переводов нового времени с языков оригинала: иврита и греческого языка. Использовалась также латинская Вульгата. Ему предшествовали Библия Лютера (1534) и Женевская Библия 1560 года. В Брестской Библии впервые после французского перевода Библии Роберта Стефануса использовано разделение библейского текста на пронумерованные стихи.
Переводчики были отобраны на кальвинистских синодах 1559 и 1560 годов. Среди ведущих богословов, вовлеченных в проект перевода Брестской Библии, были Гжегож Оршак, Пьер Статориус, Жан Тено из Бурже, Ян Лаский, Георг Шоманн, Анджей Тржециский, Якуб Любельчик, Симон Зак, Марцин Кровицкий, Францишек Станкар из Мантуи и Гжегож Павел из Бреста. Для завершения работы по переводу потребовалось шесть лет.
Точный тираж Брестской Библии неизвестен, но по различным данным он насчитывает 400—500 экземпляров. Стоимость издания — 10 000 дукатов. Вероятными издателями Брестской Библии считаются Бернард Воеводка или Циприан Базилик.
Большая по размерам и весу книга имела гравированный титульный лист. Текст сопровождался красивыми рисованными первыми буквами (инициалами) и множеством изображений на библейские темы. Всего Брестская Библия насчитывала 738 страниц, на которых текст делился на две колонки.

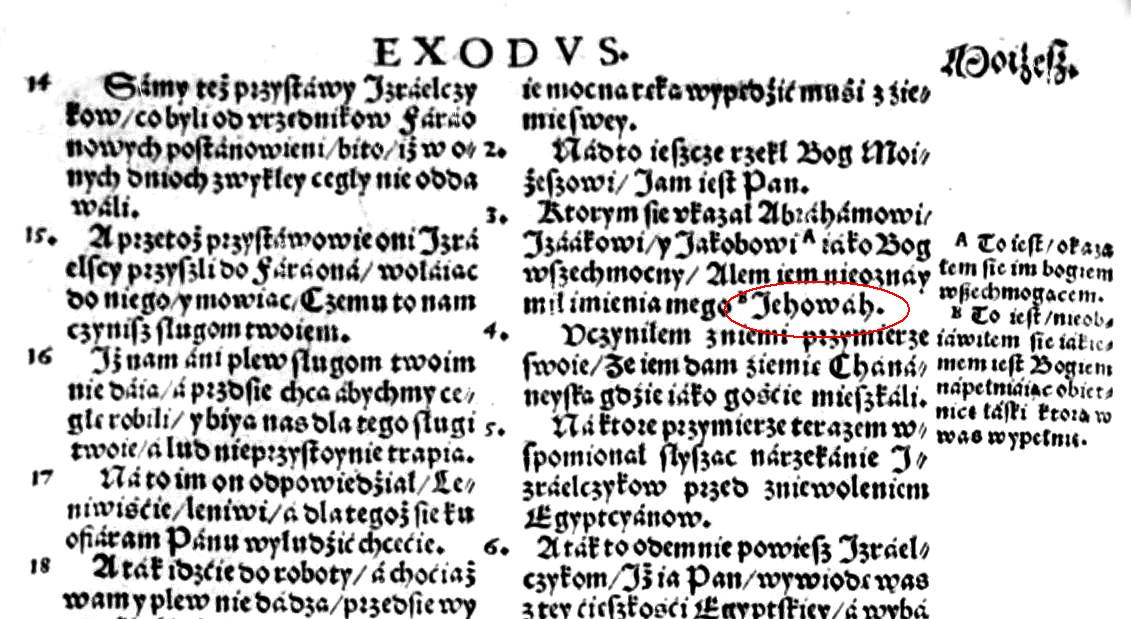
Фрагмент страницы Брестской Библии 1563 г.

Радзивилловская Библия включала в себя ряд важных предисловий. Для удобства читателей она содержала таблицу с планом чтения библейских текстов в течение года и предметный указатель с индексом более чем 1400 библейских текстов.
Ценность Брестской (Радзивилловской) Библии подчеркивает тот факт, что её тексты неоднократно перепечатывались. Новый Завет из неё переиздавался в Несвиже (1563 и 1568), Берестье (1566), Вильно (1593) и Нюрнберге (1599).
По некоторым данным, Николай Христофор Сиротка Радзивилл — сын мецената Николая «Чёрного» Радзивилла — будучи фанатиком контрреформации, после перехода в католичество потратил 5000 злотых для выкупа и публичного сожжения всех экземпляров Брестской Библии. До нашего времени дошло лишь несколько экземпляров.
Иезуит Якуб Вуек, ректор Виленской академии, переводчик Библии на польский язык в предисловии к своему переводу Библии подверг критике перевод Брестской Библии.